# Meisterei
Meisterei ist einerseits die Bezeichnung für einen Betrieb, der von einem Meister geführt wird, andererseits für eine Organisationseinheit einer Gruppe von Facharbeitskräften, die sich mit dem Bau und der Unterhaltung einer bestimmten, oftmals staatlichen Infrastruktur beschäftigt.
Bei der Eisenbahn war der Begriff sehr verbreitet, so gab es über das gesamte Netz Bahnmeistereien, aber auch einige Brückenmeistereien. Heute ist der Begriff vorrangig bei Straßenmeistereien noch in alltäglicher Anwendung.